# Opisthokonta
Os Opisthokonta são organismos eucariotas que formam um clado estritamente monofilético (um ramo evolutivo) no qual coexistem algumas formas unicelulares flageladas, inclui os reinos dos fungos verdadeiros (Fungi) e dos animais verdadeiros (Animalia).
O nome é uma alusão ao flagelo, singular quando está presente, e que ocupa uma posição posterior, fazendo avançar a célula para a frente dele, como se vê nos espermatozoides dos animais. Noutros ramos dos eucariotas em que ocorrem flagelos, estes são normalmente dois e situam-se à frente da célula durante o seu movimento. Nos grupos clássicos de fungos não existem fases flageladas, mas estas abundam em grupos tradicionalmente tratados como protistas, mas que agora se sabem que formam parte do mesmo clado.
Fazem parte do clado os seguintes táxons:
- Filo Choanozoa. Compreende vários grupos de protistas:
  - Choanoflagellata (= Choanomonada), formas unicelulares móveis ou coloniais pedunculadas, dotadas de um colar, e que se alimentam como micrófagos filtradores. Semelhantes a certas células das esponjas, chamadas coanócitos.
  - Pluriformea, que inclui um único organismo marinho não ciliado e saprófito encontrado na lagoa de um atol.
  - Mesomycetezoa (= Ichthyosporea), formas unicelulares flageladas ou amebóides, saprotróficas ou parasitas.
  - Cristidiscoidea (Nucleariida), um pequeno grupo de amebas que se encontram principalmente no solo e na água doce.
- Reino Animalia. Todos pluricelulares, salvo quando se incluem os coanoflagelados, como ocorre por vezes.
- Reino Fungi. Fungos verdadeiros. As formas basais apresentam fases unicelulares flageladas e são de vida aquática. As formas derivadas são terrestres, com paredes celulares e uma organização filamentosa.

Fortes semelhanças entre Opisthokonta e Amoebozoa apoiam o seu agrupamento num clado denominado Unikonta.

## Cladograma
Filogenia de acordo com dados moleculares:
|  | Cristidiscoidea |
|  |                 |
|  | Fungi           |
|  |                 |

|  | Mesomycetozoa |
|  |               |
|  | Pluriformea   |
|  |               |

|           | Filasterea                                                     |
|           |                                                                |
| Apoikozoa | \| \| Choanoflagellatea \| \| \| \| \| \| Animalia \| \| \| \| |
|           | \| \| Choanoflagellatea \| \| \| \| \| \| Animalia \| \| \| \| |
|           | Choanoflagellatea                                              |
|           |                                                                |
|           | Animalia                                                       |
|           |                                                                |

|  | Choanoflagellatea |
|  |                   |
|  | Animalia          |
|  |                   |

|  | Mesomycetozoa |
|  |               |
|  | Pluriformea   |
|  |               |

|           | Filasterea                                                     |
|           |                                                                |
| Apoikozoa | \| \| Choanoflagellatea \| \| \| \| \| \| Animalia \| \| \| \| |
|           | \| \| Choanoflagellatea \| \| \| \| \| \| Animalia \| \| \| \| |
|           | Choanoflagellatea                                              |
|           |                                                                |
|           | Animalia                                                       |
|           |                                                                |

|  | Choanoflagellatea |
|  |                   |
|  | Animalia          |
|  |                   |

|  | Cristidiscoidea |
|  |                 |
|  | Fungi           |
|  |                 |

|  | Mesomycetozoa |
|  |               |
|  | Pluriformea   |
|  |               |

|           | Filasterea                                                     |
|           |                                                                |
| Apoikozoa | \| \| Choanoflagellatea \| \| \| \| \| \| Animalia \| \| \| \| |
|           | \| \| Choanoflagellatea \| \| \| \| \| \| Animalia \| \| \| \| |
|           | Choanoflagellatea                                              |
|           |                                                                |
|           | Animalia                                                       |
|           |                                                                |

|  | Choanoflagellatea |
|  |                   |
|  | Animalia          |
|  |                   |

|  | Mesomycetozoa |
|  |               |
|  | Pluriformea   |
|  |               |

|           | Filasterea                                                     |
|           |                                                                |
| Apoikozoa | \| \| Choanoflagellatea \| \| \| \| \| \| Animalia \| \| \| \| |
|           | \| \| Choanoflagellatea \| \| \| \| \| \| Animalia \| \| \| \| |
|           | Choanoflagellatea                                              |
|           |                                                                |
|           | Animalia                                                       |
|           |                                                                |

|  | Choanoflagellatea |
|  |                   |
|  | Animalia          |
|  |                   |